# Mycena galericulata
Mycena galericulata es una especie de hongo basidiomicete de la familia Mycenaceae con propiedades alucinegonas que se suele encontrar en bosques junto o encima de árboles.

## Características
La forma del píleo, descrito como sombrero en algunos textos, es acampanado y estriado, principalmente en los bordes inferiores, sus colores van del marrón claro al marrón obscuro, aunque también los hay de color marrón grisáceo y puede alcanzar los 4 o 5 centímetros de diámetro.
El estípite, conocido comúnmente como tallo o pie, es hueco, delgado y fuerte, de color blanquecino a amarronado.
Este hongo crece en madera dura en estado de descomposición, virutas, troncos y tocones. Aparece en pequeños grupos desde finales de primavera hasta principios del invierno, es un hongo común y de amplia distribución, muy variable en su apariencia y se les encuentra en la costa oeste de América del Norte.